# NK Primorje
Nogometni klub Primorje, denumit în mod obișnuit NK Primorje sau simplu Primorje, a fost un club de fotbal sloven având sediul în orașul Ajdovščina.

## Palmares
| Național | Competiții | Cea mai bună clasare | Sezoane          |
| -------- | ---------- | -------------------- | ---------------- |
| Național | PrvaLiga   | Locul 2 :            | 1997, 2002       |
| Național | PrvaLiga   | Locul 3 :            | 2001             |
| Național | Cupa       | Finalistă            | 1996, 1997, 1998 |